# Lomaptera punctata
Lomaptera punctata är en skalbaggsart som beskrevs av Xavier Montrouzier 1855. Lomaptera punctata ingår i släktet Lomaptera och familjen Cetoniidae. Inga underarter finns listade i Catalogue of Life.